# Martin Bashir
Pour les articles homonymes, voir Bashir.
Martin Bashir, né le 19 janvier 1963 à Wandsworth (banlieue de Londres, Royaume-Uni), est un journaliste britannique d'origine pakistanaise.
Il est devenu particulièrement célèbre grâce à son interview sur la BBC en 1995 de la princesse Diana. Il a ensuite présenté aux États-Unis l'émission Nightline sur la chaîne ABC et a travaillé pour NBC News, puis est devenu un journaliste phare de la chaîne d'information en continu MSNBC.
Depuis 2021, il a démissionné de ses fonctions à la BBC à la suite de plusieurs scandales révélés sur ses méthodes professionnelles.

## Diana à cœur ouvert
En novembre 1995, Bashir obtient dans l'émission Panorama sur la BBC un entretien exclusif avec la princesse Diana, An Interview with HRH The Princess of Wales (en) (Diana à cœur ouvert lors de la diffusion en France). Cette confession s'avèrera explosive pour la monarchie britannique. La princesse de Galles confie dans l'émission ses crises de boulimie, les problèmes de son ancien couple, et ses doutes sur la capacité de son ex-mari le prince Charles à être roi. L'interview fut visionnée par 23 millions de téléspectateurs britanniques et 200 millions à l'international dans plus de cent pays dont les chaînes ont obtenu les droits de diffusion,.
Vingt-cinq ans après, le 20 mai 2021, un rapport indépendant dénonce les méthodes « trompeuses » employées par le journaliste Martin Bashir pour obtenir cet entretien. Le journaliste avait montré à l'entourage de Diana, notamment son frère Charles Spencer, des faux relevés bancaires établissant qu'elle était soi-disant sur écoute pour gagner sa confiance et ainsi la convaincre de réaliser l'interview,.
Dans son rapport, l’ancien juge de la Cour suprême britannique John Dyson confirme cette version et critique vertement la BBC pour sa gestion d'une affaire qui date de plusieurs années, notamment l'enquête interne de la société en 1996 considérée comme bâclée.
Ce rapport a contraint la BBC à présenter officiellement ses excuses le 20 mai 2021 et à rendre le BATA qu'elle gagna pour l'interview à l'époque. Martin Bashir démissionna, officiellement pour raisons de santé, quelques jours avant la publication du rapport. Les princes William et Harry ainsi que le comte Spencer ont réagi en critiquant les méthodes du journaliste ; le prince William dénonce également le manque de réaction des dirigeants de la BBC et demande que l'interview ne soit plus rediffusée.

## Living with Michael Jackson
En 2002, Bashir, qui a quitté la BBC pour la chaîne ITV, passe plusieurs mois aux côtés du roi de la pop, notamment dans sa propriété de Neverland, dans le cadre d'un documentaire intitulé Living with Michael Jackson et diffusé en 2003. Lors de sa diffusion, le programme, qui aborde notamment les accusations de pédophilie formulées à l'encontre de l'artiste, aurait profondément scandalisé ce dernier. Peu de temps après la diffusion du documentaire, l'équipe de Jackson diffusera une vidéo montrant Bashir remerciant Jackson sur la qualité de son accueil au ranch de Neverland, le complimentant en le qualifiant de « père merveilleux » et déclarant que la relation du chanteur avec les enfants « fait presque pleurer ». Malgré cela, le jeune Gavin Arvizo accusera après la diffusion du reportage Michael Jackson d'abus sexuels, ce qui aboutira à un procès en 2005 au terme duquel le chanteur sera acquitté.
En 2021, à la suite des scandales révélés sur les méthodes de Bashir, Tito, frère de Michael, déclare dans les colonnes du Sunday Mirror que Martin Bashir a « créé un faux récit » sur Michael Jackson, et modifié sciemment les séquences du documentaire. De son côté, Taj Jackson, neveu du chanteur, écrit sur Twitter : 

« Les images manipulées de Bashir et son journalisme contraire à l'éthique sont l'une des principales raisons pour lesquelles mon oncle Michael n'est plus là aujourd'hui. Ce procès de 2005 l'a brisé. Honte à ceux qui ont couvert Bashir. Honte à ceux qui l'ont récompensé. Ma famille mérite également une enquête et des excuses. »

## Autres scandales
En plus de remarques déplacées ou sexistes du journaliste lors de sa carrière, d'autres révélations éclatent en 2021 sur l'affaire « Babes in the Wood » et le footballeur George Best. Pour Jonathan Maitland, ancien collègue de Bashir, ce dernier « avait le don de dire aux gens ce qu'ils voulaient entendre ».

## Dans la fiction
- 2013 : Dans le film Diana, Martin Bashir est interprété par Prasanna Puwanarajah
- 2022 : La saison 5 de The Crown met en scène les manœuvres de Martin Bashir pour convaincre la princesse Diana d'être interviewée. La série reconstitue partiellement l'interview qui est comparée à la conspiration des Poudres de Guy Fawkes tant en raison de sa date d'enregistrement (5 novembre) que de son rôle dévastateur pour la monarchie britannique. Bashir est à nouveau interprété par Prasanna Puwanarajah.